# Semousies
Semousies est une commune française située dans le département du Nord, en région Hauts-de-France.

## Géographie
Boisé, verdoyant et doté de prairies entourées de bocage, Semousies se situe dans une "cuvette naturelle" où un ruisseau coule paisiblement. C'est un lieu idéal pour les marcheurs.
Semousies se situe dans le Sud-Est du département du Nord (Hainaut) en plein cœur du parc naturel régional de l'Avesnois. L'Avesnois est connu pour ses prairies, son bocage et son relief un peu vallonné dans sa partie Sud-Est (début des contreforts des Ardennes), dite « petite Suisse du Nord ».
Semousies fait partie administrativement de l'Avesnois, historiquement du Hainaut et ses paysages rappellent la Thiérache.
La commune se trouve à 95 km de Lille (préfecture du Nord) ou Bruxelles, à 45 km de Valenciennes, Mons (B) et à 6 km d'Avesnes-sur-Helpe (sous-préfecture).
La Belgique et le département de l'Aisne se trouvent à 15 km.

### Communes limitrophes
| Dourlers |           |          |
|          | Semousies | Beugnies |
|          | Bas-Lieu  |          |

### Hydrographie

#### Réseau hydrographique
La commune est située dans le bassin Artois-Picardie. Elle est drainée par le ruisseau des Marquettes,.

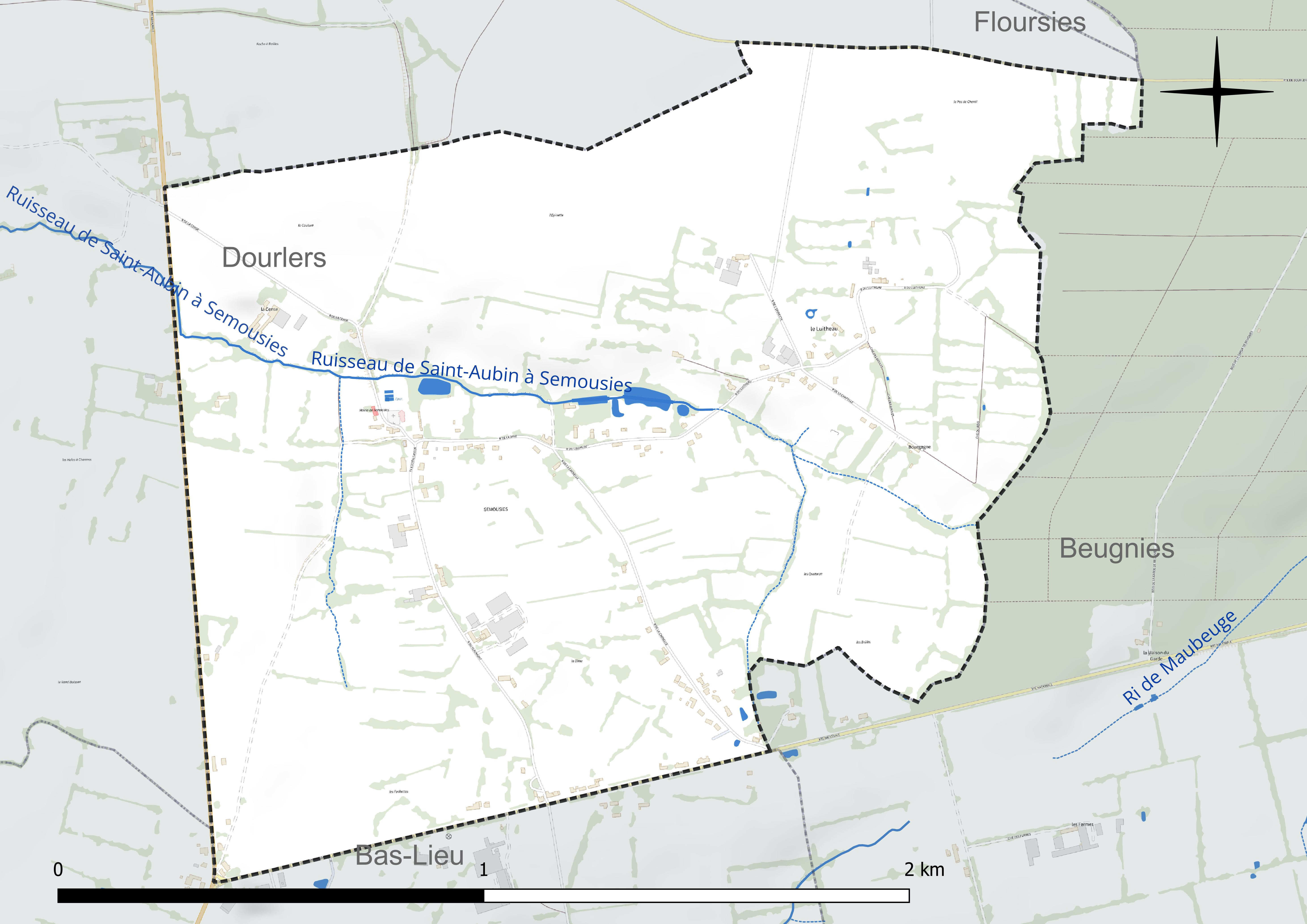
Réseau hydrographique de Semousies.

#### Gestion et qualité des eaux
Le territoire communal est couvert par le schéma d'aménagement et de gestion des eaux (SAGE) « Sambre ». Ce document de planification concerne un territoire de 1 253 km2 de superficie, délimité par le bassin versant de la Sambre. Le périmètre a été arrêté le 1er novembre 2003 et le SAGE proprement dit a été approuvé le 21 septembre 2012, puis modifié le 18 août 2022. La structure porteuse de l'élaboration et de la mise en œuvre est le syndicat mixte du Parc naturel régional de l'Avesnois. 
La qualité des cours d'eau peut être consultée sur un site dédié géré par les agences de l'eau et l'Agence française pour la biodiversité. 

### Climat
Pour des articles plus généraux, voir Climat des Hauts-de-France et Climat du Nord.
En 2010, le climat de la commune est de type climat des marges montargnardes, selon une étude du CNRS s'appuyant sur une série de données couvrant la période 1971-2000. En 2020, Météo-France publie une typologie des climats de la France métropolitaine dans laquelle la commune est exposée à un climat océanique altéré et est dans la région climatique  Nord-est du bassin Parisien, caractérisée par un ensoleillement médiocre, une pluviométrie moyenne régulièrement répartie au cours de l'année et un hiver froid (3 °C).
Pour la période 1971-2000, la température annuelle moyenne est de 9,7 °C, avec une amplitude thermique annuelle de 14,8 °C. Le cumul annuel moyen de précipitations est de 904 mm, avec 12,9 jours de précipitations en janvier et 10,2 jours en juillet. Pour la période 1991-2020, la température moyenne annuelle observée sur la station météorologique la plus proche, située sur la commune de Saint-Hilaire-sur-Helpe à 5 km à vol d'oiseau, est de 10,5 °C et le cumul annuel moyen de précipitations est de 802,4 mm,. Pour l'avenir, les paramètres climatiques de la commune estimés pour 2050 selon différents scénarios d'émission de gaz à effet de serre sont consultables sur un site dédié publié par Météo-France en novembre 2022.
| Mois                                  | jan.           | fév.           | mars          | avril         | mai           | juin         | jui.         | août          | sep.          | oct.          | nov.          | déc.          | année      |
| ------------------------------------- | -------------- | -------------- | ------------- | ------------- | ------------- | ------------ | ------------ | ------------- | ------------- | ------------- | ------------- | ------------- | ---------- |
| Température minimale moyenne (°C)     | 0,8            | 0,7            | 2,4           | 4,8           | 8             | 11,3         | 13,1         | 12,5          | 10            | 7,8           | 4,2           | 1,5           | 6,4        |
| Température moyenne (°C)              | 3,1            | 3,6            | 6,3           | 10,1          | 13,2          | 16,5         | 18,5         | 17,8          | 15            | 11,5          | 6,9           | 3,8           | 10,5       |
| Température maximale moyenne (°C)     | 5,5            | 6,4            | 10,3          | 15,4          | 18,5          | 21,8         | 24           | 23            | 20,1          | 15,2          | 9,6           | 6,1           | 14,7       |
| Record de froid (°C) date du record   | −18,5 07.01.09 | −16,1 04.02.12 | −12 13.03.13  | −4,8 03.04.22 | −1,6 12.05.20 | 1,6 05.06.12 | 3,5 31.07.15 | 4,8 20.08.14  | 1,3 30.09.18  | −3,3 28.10.12 | −6,4 30.11.16 | −12 19.12.09  | −18,5 2009 |
| Record de chaleur (°C) date du record | 13,8 18.01.07  | 20,1 26.02.19  | 24,7 31.03.21 | 27,8 25.04.07 | 31,5 27.05.05 | 35 28.06.11  | 39 25.07.19  | 36,6 08.08.20 | 34,5 15.09.20 | 27,1 01.10.11 | 20,2 06.11.18 | 15,5 31.12.22 | 39 2019    |
| Précipitations (mm)                   | 61,9           | 64,1           | 64,5          | 42,6          | 69,2          | 71,5         | 72           | 86,6          | 51,2          | 66            | 68,1          | 84,7          | 802,4      |

## Urbanisme

### Typologie
Au 1er janvier 2024, Semousies est catégorisée commune rurale à habitat dispersé, selon la nouvelle grille communale de densité à sept niveaux définie par l'Insee en 2022.
Elle est située hors unité urbaine. Par ailleurs la commune fait partie de l'aire d'attraction de Maubeuge (partie française), dont elle est une commune de la couronne,. Cette aire, qui regroupe 65 communes, est catégorisée dans les aires de 50 000 à moins de 200 000 habitants,.

### Occupation des sols
L'occupation des sols de la commune, telle qu'elle ressort de la base de données européenne d'occupation biophysique des sols Corine Land Cover (CLC), est marquée par l'importance des territoires agricoles (98,5 % en 2018), une proportion identique à celle de 1990 (98,5 %). La répartition détaillée en 2018 est la suivante : 
prairies (68,4 %), terres arables (30,1 %), forêts (1,5 %). L'évolution de l'occupation des sols de la commune et de ses infrastructures peut être observée sur les différentes représentations cartographiques du territoire : la carte de Cassini (XVIIIe siècle), la carte d'état-major (1820-1866) et les cartes ou photos aériennes de l'IGN pour la période actuelle (1950 à aujourd'hui).

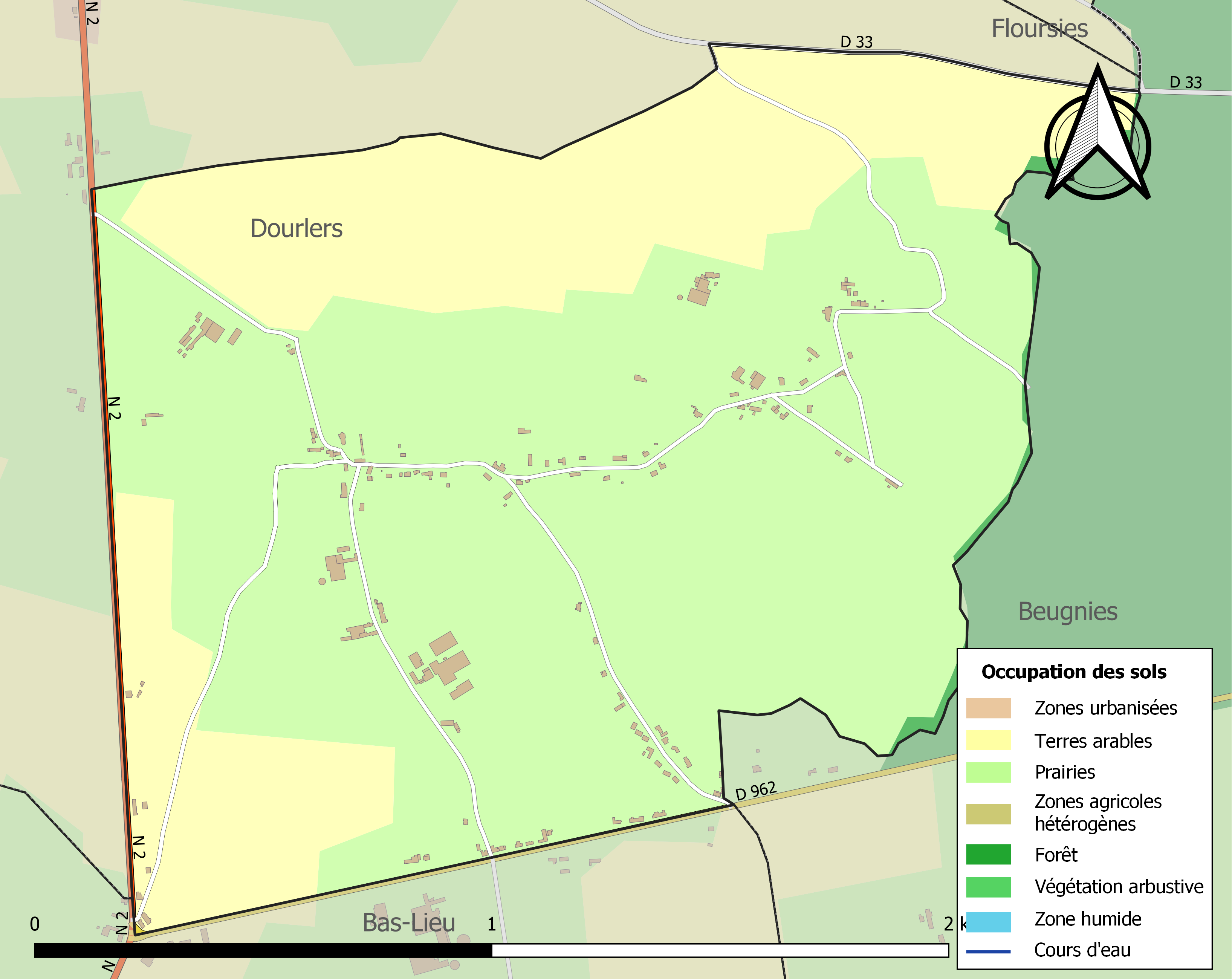
Carte des infrastructures et de l'occupation des sols de la commune en 2018 (CLC).

## Toponymie
Simvlgeis (1119), Semousies (1349).
D'après Maurits Gysseling, le nom pourrait provenir de Siniwaldiacas, « appartenant à Siniwald », anthroponyme germanique formé de sini- (« vieux ») et de walda- (« seigneur »). 

## Histoire
On dit qu'au Moyen Âge il y eut la peste noire et qu'il n'y avait âme qui vive alors qu'il y avait une rosier noir sur l'autel de l'église.
À l'époque napoléonienne, l'empereur y est passé et d'ailleurs un chemin porte son nom dans la bouche des habitants.

## Héraldique
|  | Les armes de Semousies se blasonnent ainsi : D'or, à la croix engrêlée de gueules[réf. nécessaire] |

## Politique et administration
Maire de 1802 à 1807 : Philippe Ravaux,.
| Période                                  | Période                   | Identité                                       | Étiquette | Qualité |
| ---------------------------------------- | ------------------------- | ---------------------------------------------- | --------- | ------- |
| 1939                                     | ??                        | Carpentier                                     |           |         |
| ??                                       | ??                        | Pierre Bayart                                  |           |         |
| 1995                                     | avril 2014                | Gérard Honoré                                  |           |         |
| 6 avril 2014                             | En cours (au 30 mai 2020) | Jérôme Beugnies Réélu pour le mandat 2020-2026 |           |         |
| Les données manquantes sont à compléter. |                           |                                                |           |         |

## Population et société

### Démographie

#### Évolution démographique
L'évolution du nombre d'habitants est connue à travers les recensements de la population effectués dans la commune depuis 1793. Pour les communes de moins de 10 000 habitants, une enquête de recensement portant sur toute la population est réalisée tous les cinq ans, les populations de référence des années intermédiaires étant quant à elles estimées par interpolation ou extrapolation. Pour la commune, le premier recensement exhaustif entrant dans le cadre du nouveau dispositif a été réalisé en 2007.

En 2022, la commune comptait 229 habitants, en évolution de −6,91 % par rapport à 2016 (Nord : +0,51 %, France hors Mayotte : +2,11 %).
| 1793 | 1800 | 1806 | 1821 | 1831 | 1836 | 1841 | 1846 | 1851 |
| ---- | ---- | ---- | ---- | ---- | ---- | ---- | ---- | ---- |
| 151  | 101  | 224  | 217  | 280  | 300  | 311  | 316  | 309  |

| 1856 | 1861 | 1866 | 1872 | 1876 | 1881 | 1886 | 1891 | 1896 |
| ---- | ---- | ---- | ---- | ---- | ---- | ---- | ---- | ---- |
| 299  | 316  | 278  | 261  | 250  | 226  | 229  | 207  | 209  |

| 1901 | 1906 | 1911 | 1921 | 1926 | 1931 | 1936 | 1946 | 1954 |
| ---- | ---- | ---- | ---- | ---- | ---- | ---- | ---- | ---- |
| 176  | 187  | 181  | 174  | 163  | 172  | 173  | 175  | 163  |

| 1962 | 1968 | 1975 | 1982 | 1990 | 1999 | 2006 | 2007 | 2012 |
| ---- | ---- | ---- | ---- | ---- | ---- | ---- | ---- | ---- |
| 178  | 197  | 229  | 210  | 242  | 224  | 235  | 237  | 246  |

| 2017 | 2022 | - | - | - | - | - | - | - |
| ---- | ---- | - | - | - | - | - | - | - |
| 243  | 229  | - | - | - | - | - | - | - |

#### Pyramide des âges
La population de la commune est relativement jeune.
En 2018, le taux de personnes d'un âge inférieur à 30 ans s'élève à 30,5 %, soit en dessous de la moyenne départementale (39,5 %). À l'inverse, le taux de personnes d'âge supérieur à 60 ans est de 26,8 % la même année, alors qu'il est de 22,5 % au niveau départemental.
En 2018, la commune comptait 125 hommes pour 115 femmes, soit un taux de 52,08 % d'hommes, largement supérieur au taux départemental (48,23 %).
Les pyramides des âges de la commune et du département s'établissent comme suit.
| Hommes | Classe d’âge | Femmes |
| ------ | ------------ | ------ |
| 0,0    | 90 ou +      | 0,0    |
| 4,7    | 75-89 ans    | 9,5    |
| 18,9   | 60-74 ans    | 20,7   |
| 25,2   | 45-59 ans    | 17,2   |
| 18,9   | 30-44 ans    | 24,1   |
| 11,8   | 15-29 ans    | 9,5    |
| 20,5   | 0-14 ans     | 19,0   |

| Hommes | Classe d’âge | Femmes |
| ------ | ------------ | ------ |
| 0,5    | 90 ou +      | 1,4    |
| 5,3    | 75-89 ans    | 8,1    |
| 14,8   | 60-74 ans    | 16,2   |
| 19,1   | 45-59 ans    | 18,4   |
| 19,5   | 30-44 ans    | 18,7   |
| 20,7   | 15-29 ans    | 19,1   |
| 20,2   | 0-14 ans     | 18     |

## Lieux et monuments

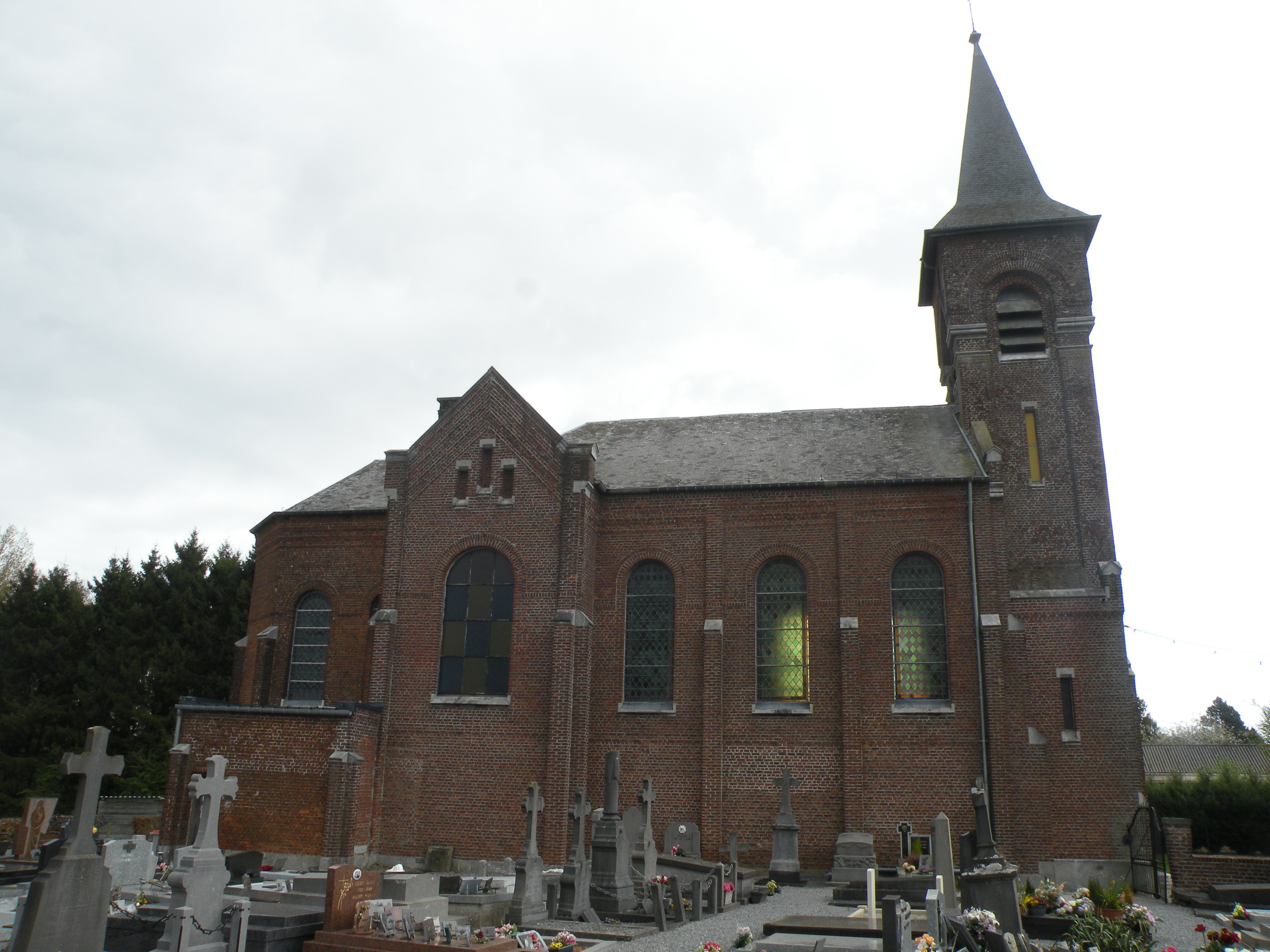
L'église Saint-Martin.

- L'église Saint-Martin.

## Personnalités liées à la commune
- Lucien Cayeux (1864-1944), né à Semousies, professeur au Collège de France, membre de l'Académie d'Agriculture et de l'Académie des sciences.